# SMS S 35
S 35 – niemiecki niszczyciel z okresu I wojny światowej. Piąta jednostka typu S 31. Okręt wyposażony w trzy kotły parowe opalane ropą. Zapas paliwa 220 ton. Brał udział w bitwie na Dogger Bank i bitwie jutlandzkiej. W trakcie tej drugiej został 31 maja 1916 roku zatopiony.